# 似尾羽龍屬
似尾羽龍屬是種獸腳亞目恐龍，屬於尾羽龍科。化石發現於中國遼寧省的九佛堂組，年代屬於白堊紀早期的阿普第階，約1億2000萬年前。模式種是義縣似尾羽龍（S. yixianensis），是在2008年由何涛、汪筱林、周中和建立。屬名意為「類似尾羽龍」，種名則是以義縣為名。
何涛等人將似尾羽龍歸類於尾羽龍科，因為似尾羽龍與尾羽龍很類似；尾羽龍的化石發現於義縣組，年代較古老，約1億2500萬年前。兩者的恥骨形狀很類似，但大小比例則不一樣。似尾羽龍與尾羽龍的不同處在於，似尾羽龍具有尾綜骨，背椎形狀也不一樣。鳥類的尾綜骨位於尾巴末端，是羽毛的附著處。在偷蛋龍下目之中，目前只有天青石龍、似尾羽龍具有尾綜骨。偷蛋龍類與鳥類的尾綜骨可能是個別演化出現的。